# Cadell ab Arthfael
Cadell ab Arthfael (mort en 942), souverain du royaume de Gwent du Xe siècle.

## Contexte
Cadell ab Arthfael est le fils et successeur d'Arthfael ap Hywel. Il gouverne le royaume de Gwent, situé dans le sud-est du Pays de Galles. Il accède au trône vers 916 et règne jusqu'en 942. On ignore pratiquement tout de son règne. Il n'est mentionné deux fois dans le Livre de Llandaff comme témoin lors de donations de l'évêque Wulfrith de Llandaff vers 940-42 ; il meurt en 942 empoissonné sans laisser apparemment d'héritier et il a comme successeur Nowy ap Gwriad issu d'une autre lignée   avant que le royaume de Gwent soit annexé par celui de Morgannwg dirigé par son cousin Morgan ap Owain 

## Sources
- (en) David E. Thornton, « Cadell ab Arthfael (d. 942), king of Gwent », dans Oxford Dictionary of National Biography, Oxford University Press, 2004 (lire en ligne )
- (en) Mike Ashley, The Mammoth Book of British Kings & Queens Robinson, Londres, 1998,  (ISBN 1-84119-096-9) « Cadell ab Arthfael Gwent fl.930s. » p. 129 & table généalogique n° 3 p. 122.
- (en) Peter Bartrum, A Welsh classical dictionary: people in history and legend up to about A.D. 1000, Aberystwyth, National Library of Wales, 1993, p. 81 CADELL ab ARTHFAEL. (d.942).